# گرودک سزلاچکی
گرودک سزلاچکی (به لاتین: Gródek Szlachecki) یک روستا در لهستان است که در Gmina Siemień واقع شده‌است.